# Kagal'nickaja
Kagal'nickaja (in russo Кагальницкая?) è un villaggio della Russia europea meridionale nell'oblast' di Rostov; è il centro amministrativo del distretto Kagal'nickij.
Si trova sul fiume Kagal'nik, 50 km a sud-est di Rostov sul Don.